# Blackwell's Island
Blackwell's Island è un film drammatico statunitense del 1939 diretto da William C. McGann e scritto da Crane Wilbur. Il film è interpretato da John Garfield, Rosemary Lane, Dick Purcell, Victor Jory, Stanley Fields e Morgan Conway. Il film è stato distribuito dalla Warner Bros. il 25 marzo 1939.
È basato su eventi realmente accaduti a Welfare Island (Roosevelt Island).

## Trama
Un giornalista è sulle tracce di un mafioso che opera nell'ambiente dei marittimi. Il mafioso fa picchiare un agente di polizia e la denuncia fa andare il mafioso in prigione per questo. Il giornalista quindi aggredisce un procuratore distrettuale per essere incarcerato in modo da poter riferire sulla corruzione del mafioso dal carcere.